# Johann Spissak
Johann Spissak (* 25. Februar 1889 in Wien; † 14. Mai 1942 ebenda) war ein österreichischer Arbeiterdichter.
Johann Spissak wurde in Simmering geboren und litt seit seiner Kindheit an einer Wirbelsäulenverkrümmung. Er musste daher nach 1934 seinen Beruf als Gießereiarbeiter aufgeben und konzentrierte sich auf seine literarische Tätigkeit. Er verfasste Erzählungen, Naturbeschreibungen und Gedichte, die unter anderem in der Arbeiter-Zeitung erschienen.
Im Jahr 1954 wurde die Spissakgasse im 11. Wiener Gemeindebezirk Simmering nach ihm benannt.